# Ständige Vertretung der Bundesrepublik Deutschland bei der UNESCO

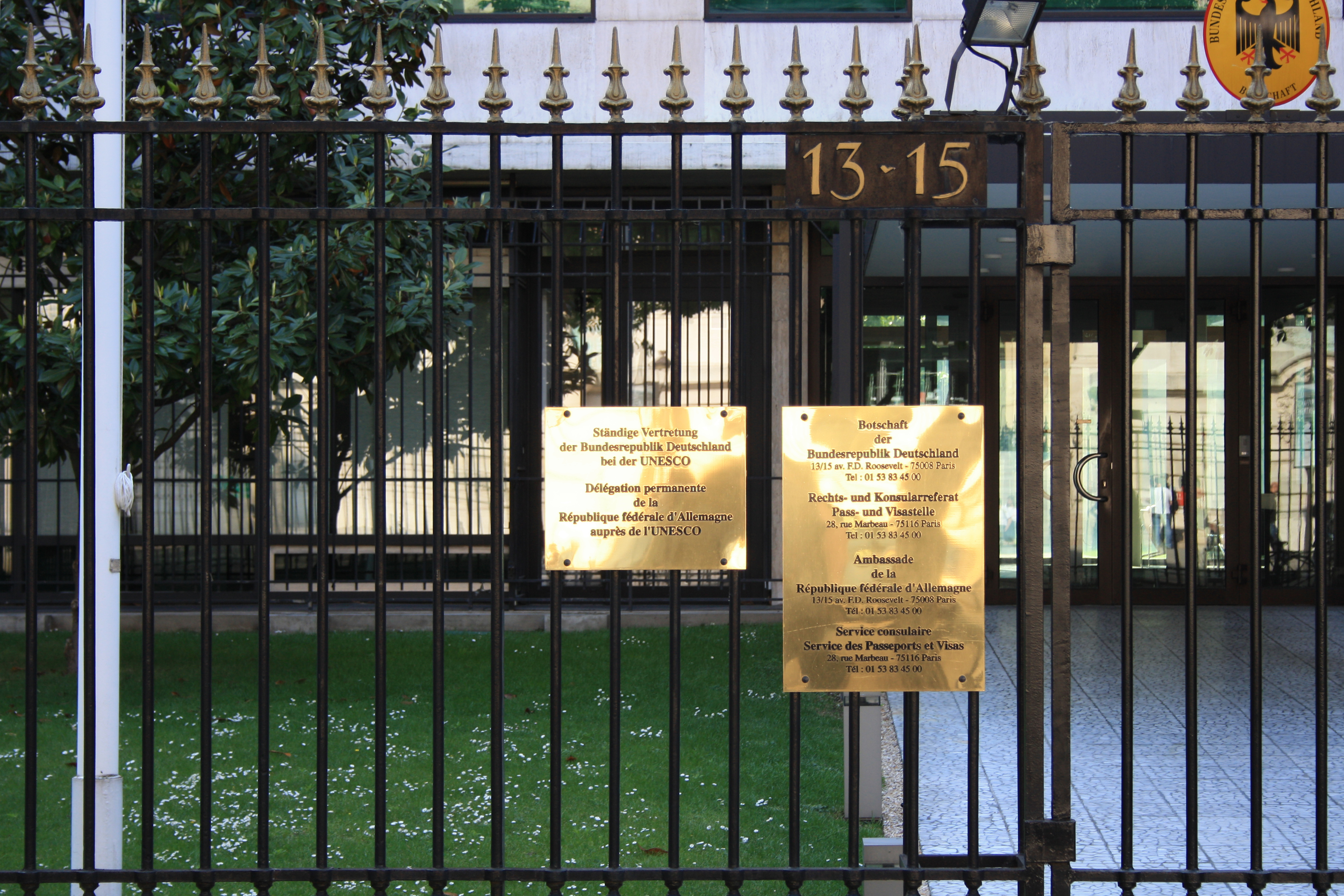
Dienststellenschild der Ständigen Vertretung an einem Gebäude der Deutschen Botschaft Paris im 8. Arrondissement

Die Ständige Vertretung der Bundesrepublik Deutschland bei der UNESCO in Paris vertritt die Bundesrepublik Deutschland bei der UNESCO.
Die Leiterin der Ständigen Vertretung ist im Range einer Botschafterin bei der UNESCO akkreditiert. Ständige Vertreterin Deutschlands bei der UNESCO ist seit August 2023 Botschafterin Kerstin Pürschel.

## Ständige Vertretung und Auswärtiges Amt
Die Ständige Vertretung arbeitet auf Weisung der Zentrale des Auswärtigen Amts. Dort befassen sich die Abteilung „Kultur und Kommunikation“ und die Abteilung für „Vereinte Nationen und Globale Fragen“ mit der UNESCO. Mittels Weisungen an die Ständige Vertretung stellen sie sicher, dass die Bundesrepublik Deutschland bei der UNESCO angemessen vertreten und ihre Interessen gewahrt werden.

## Aufgaben
Die Ständige Vertretung nimmt an den Konferenzen der UNESCO, insbesondere an den Sitzungen der Leitungsorgane (Generalkonferenz, Exekutivrat und Sekretariat), teil. Sie wirkt dabei im Sinne der Bundesrepublik Deutschland bei der Gestaltung von Organisation und Programmen der UNESCO mit.
Unterstützt wird sie von Vertretern der Ministerien, der deutschen Nationalkommission und auch externen sachkundigen Experten. Sie reisen zu ausgewählten Konferenzen an und sind dann Mitglied der Delegation.
Ein Großteil der Konferenzen findet am Hauptsitz der UNESCO in Paris statt. Die Arbeit erfolgt hier in den sechs offiziellen Sprachen der Vereinten Nationen (Englisch, Französisch, Chinesisch, Russisch, Spanisch, Arabisch), zumeist auf Englisch oder Französisch.
Darüber hinaus engagiert sich die Ständige Vertretung für das Netzwerk von deutschen Bediensteten bei der UNESCO. Sie berät und unterstützt bei Bewerbungen, wirkt am Programm für Beigeordnete Sachverständige mit, und sucht den engen Austausch mit dem deutschen Personal der UNESCO.

## Liste der Ständigen Vertreter
| Name                       | Bild           | Amtszeit       | Anmerkungen    |
| BR Deutschland             | BR Deutschland | BR Deutschland | BR Deutschland |
| -------------------------- | -------------- | -------------- | -------------- |
| Hanns-Erich Haack          |                | 1966–1970      | Gesandter      |
| Jens Petersen              |                | 1971–1977      | Gesandter      |
| Wilhelm Fabricius          |                | 1977–1980      |                |
| Wilhelm Lücking            |                | 1980–1981      |                |
| Alfred B. Vestring         |                | 1981–1986      |                |
| Bernhard Heibach           |                | 1987–1989      |                |
| Johannes Lohse             |                | 1989–1993      |                |
| Christoph Derix            |                | 1993–1999      |                |
| Norbert Klingler           |                | 1999–2002      |                |
| Hans-Heinrich Wrede        |                | 2002–2007      |                |
| Günter Overfeld            |                | 2007–2009      |                |
| Martina Nibbeling-Wrießnig |                | 2009–2012      |                |
| Michael Worbs              |                | 2012–2016      |                |
| Stefan Krawielicki         |                | 2016–2019      |                |
| Peter Reuss                |                | 2019–2023      |                |
| Kerstin Pürschel           |                | seit 2023      |                |